# Białe Hełmy
Białe Hełmy, oficjalnie Syryjska Obrona Cywilna (SOC; ang. White Helmets, arab. الدفاع المدني السوري) – ochotnicza formacja obrony cywilnej, działająca od 2013 roku w kontrolowanej przez rebeliantów części Syrii.

## Historia
Pierwsze zespoły ratownicze, z których później stworzono SOC, powstały pod koniec 2012 roku, gdy wojska podległe prezydentowi Baszszarowi al-Asadowi zaczęły tracić znaczne tereny pod naporem rebeliantów z Wolnej Armii Syrii. Niepowodzenia zmusiły siły rządowe do zmiany taktyki: w celu osłabienia przeciwnika armia al-Asada rozpoczęła systematyczny ostrzał z ziemi i powietrza skierowany w cele cywilne położone na terytorium kontrolowanym przez rebeliantów. W odpowiedzi niewielkie grupy ochotników z dotkniętych bombardowaniami miast, szczególnie z Aleppo oraz Idlib, rozpoczęły działalność ratowniczą, pomagając rannym i uwięzionym pod gruzami zniszczonych budynków ludziom.
W 2013 roku turecka organizacja AKUT zorganizowała kursy ratownicze w Turcji dla członków tych ochotniczych oddziałów. Przez następne dwa lata liczba niezależnych organizacji obrony cywilnej wzrosła do kilkudziesięciu, w dużej mierze dzięki działaniom ochotników przeszkolonych w Turcji. Do rozwoju i zwiększenia skuteczności obrony cywilnej przyczyniła się także pomoc finansowa udzielana przez liczne organizacje pozarządowe, a także rządy USA, Wielkiej Brytanii i innych państw. W konsekwencji 25 października 2014 roku, w trakcie spotkania przedstawicieli poszczególnych zespołów ratowniczych, została utworzona Syryjska Obrona Cywilna, później nazywana popularnie Białymi Hełmami.
We wrześniu 2016 roku Białe Hełmy liczyły około 3 tysięcy ochotników, skupionych w około 120 oddziałach obrony cywilnej. Szefem organizacji jest Raed Saleh. W styczniu 2017 roku SOC twierdziła, że jej członkom od 2014 roku udało się uratować około 80 tysięcy ludzi. Pod koniec 2016 roku ochotnicy z Białych Hełmów musieli zmierzyć się z katastrofą humanitarną we wschodnim Aleppo, które stało się polem bitwy pomiędzy rebeliantami z różnych ugrupowań a wspieraną przez rosyjskie lotnictwo syryjską armią rządową. W grudniu 2016 roku Aleppo zostało całkowicie opanowane przez siły rządowe. SOC razem z wieloma innymi organizacjami humanitarnymi oskarża wojska rządowe oraz rosyjskie o popełnianie w mieście zbrodni wojennych.

## Działalność

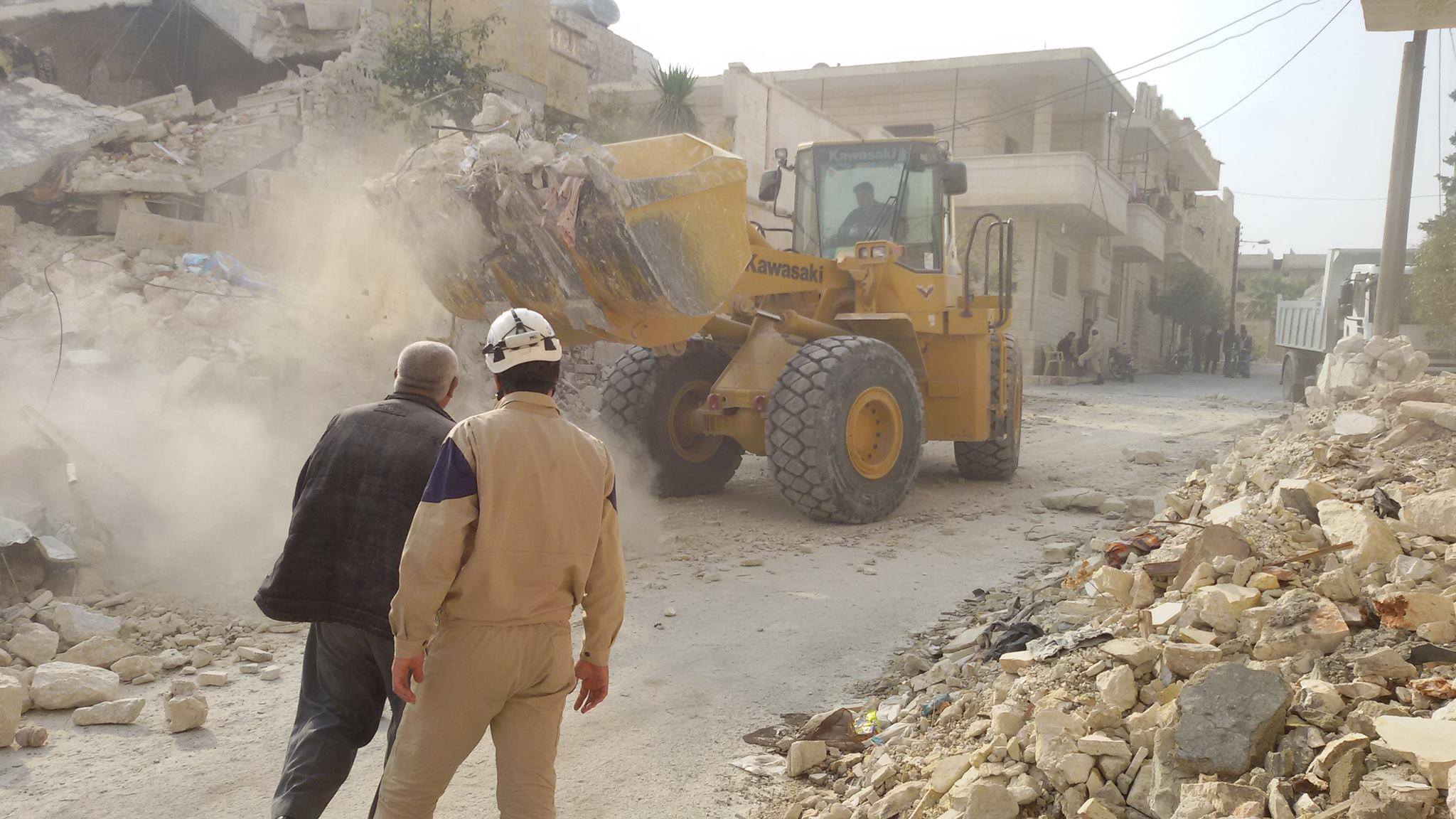
Białe Hełmy przy odgruzowywaniu

Główne zadania Białych Hełmów to wydobywanie rannych spod gruzów i udzielanie im pomocy medycznej, a także ewakuacja ludności cywilnej ze stref zagrożonych. Poza tym ochotnicy zajmują się między innymi gaszeniem pożarów, zabezpieczaniem uszkodzonych budynków, ostrzeganiem dzieci przed zbliżaniem się do niewybuchów i odgruzowywaniem dróg.

## Straty
Według danych z sierpnia 2016 roku do tego miesiąca zginęło 159 Białych Hełmów. Brytyjski tygodnik "The Economist" napisał w październiku 2016 roku, że co szósty ochotnik SOC zginął lub został ciężko ranny w wyniku działań wojennych. Według tego tygodnika wielu z nich padło ofiarą celowych ataków syryjskiego i rosyjskiego lotnictwa, nadlatującego ponownie nad zbombardowane wcześniej cele, by ostrzeliwać ratowników pomagających rannym.

## Powiązania polityczne i finansowanie
Oficjalnie Białe Hełmy są niezależną, pozarządową organizacją humanitarną, niezwiązaną z żadną spośród walczących stron. Zwraca się uwagę, że SOC często krytykowała działania strony rządowej oraz jej sprzymierzeńców, rzadko natomiast odnosiła się krytycznie do rebeliantów. Jest to jednak zrozumiałe, jeśli weźmie się pod uwagę, że Białe Hełmy działają na terenach opanowanych przez różne ugrupowania rebelianckie, gdzie znaczną większość cywilnych ofiar wojny powodują metody walki stosowane przez al-Asada i jego sojuszników.
Białe Hełmy dysponują rocznym budżetem w wysokości ok. 30 milionów dolarów, który pochodzi z darowizn od rządów, organizacji pozarządowych i osób prywatnych. Do największych darczyńców należą rządy USA, Wielkiej Brytanii, Japonii, Niemiec, Danii, Nowej Zelandii, Holandii i Kanady. SOC nie ukrywa zagranicznych źródeł swoich pieniędzy jakkolwiek są one argumentem dla przeciwników organizacji, którzy zarzucają jej uzależnienie polityczne od rządów państw zachodnich.
Ochotnicy otrzymują za swoją służbę wynagrodzenie w wysokości ok. 150 dolarów miesięcznie.

## Obecność w mediach i nagrody
Od czasu powstania organizacji działalność SOC jest szeroko opisywana w mediach komentujących konflikt w Syrii. W 2016 roku organizacja została nominowana do Pokojowej Nagrody Nobla, a we wrześniu tego samego roku serwis internetowy Netflix wyprodukował poświęcony jej film dokumentalny pt. Białe Hełmy, nagrodzony w lutym 2017 roku Oscarem w kategorii "Najlepszy Krótkometrażowy Film Dokumentalny". Również w 2016 roku SOC została uhonorowana nagrodą Right Livelihood Award, nazywaną niekiedy "alternatywną Nagrodą Nobla".
Jednym z najbardziej znanych Białych Hełmów był Khaled Omar Harrah, który uratował spod gruzów domu w Aleppo 10-dniowe dziecko – nagranie z tego wydarzenia obiegło wówczas media na całym świecie. W sierpniu 2016 roku zginął w wyniku nalotu.

## Krytyka
Zwolennicy rządu syryjskiego oraz władze rosyjskie oskarżają SOC o powiązania finansowe z organizacjami amerykańskimi, które dążą do obalenia Baszszara al-Asada, jak również o związki z islamistycznym Frontem al-Nusra. Na poparcie tych tez krytycy organizacji przywołują nagrania, które mają pokazywać członków SOC noszących broń, znieważających poległych żołnierzy rządowych i cieszących się razem z bojownikami islamistycznych frakcji rebeliantów ze zdobycia miasta Idlib. Zwraca się jednak uwagę, że tego typu nagrań jest zaledwie kilka, a ich autentyczność jest kwestionowana. Z drugiej strony, istnieją tysiące dostępnych opinii publicznej i niebudzących wątpliwości nagrań oraz zdjęć, przedstawiających działalność organizacji, wykonanych zarówno przez jej członków, jak przez osoby trzecie, w tym licznych korespondentów wojennych. Żadne z tych zdjęć oraz nagrań nie pokazuje Białych Hełmów noszących broń ani w sytuacjach które sugerowałyby, że przekraczają uprawnienia obrony cywilnej. Również dziennikarze, którzy zetknęli się bezpośrednio z Białymi Hełmami, nie potwierdzają tego rodzaju doniesień.
Część dziennikarzy oraz analityków uważa próby dyskredytacji Białych Hełmów za element wojny propagandowej prowadzonej przez rządy Syrii oraz Rosji. Wskazują na niewielką wiarygodność doniesień wymierzonych w organizację oraz możliwe fabrykowanie tego typu informacji.